# 鼻口部

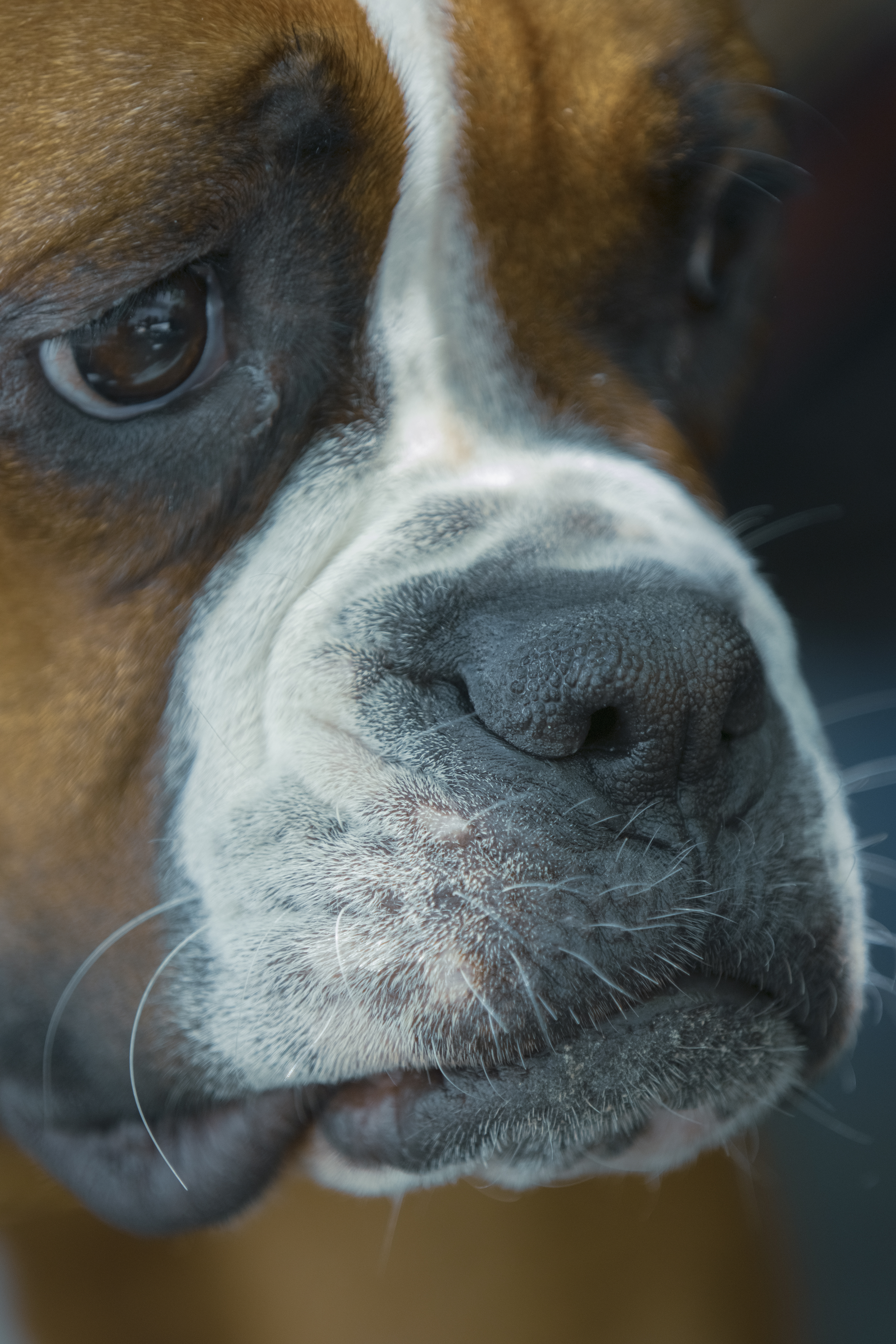
犬用口輪

鼻口部（びこうぶ、英: snout）は、鼻・口・顎からなる動物の顔のはみ出した部分のこと。多くの動物において、同じような構造はマズル(muzzle)やくちばし (Rostrum) または口吻と呼ばれる。
ある種の動物の鼻においては鼻孔の周囲にある濡れた表面部分を鼻鏡 (Rhinarium) と呼び、しばしばより強い嗅覚と関連しているとされている。鼻口部はほとんどの動物にとって弱点であると考えられており、鼻口部に十分な力を加えられると、簡単に気絶あるいは骨折したり、卒倒したりすることがある。

## 概要
哺乳類の鼻口部には様々な形がある。熊や猫のように長方形の箱状になった鼻面もあるが、トガリネズミのような他の種は尖った鼻先を持っている。豚の鼻面は、平らで円筒形である。

### 犬
犬の鼻口部は目のすぐ下の場所から始まり、鼻や口を含んでいる。
犬の場合、鼻口部の上側の大部分に香りを検出する器官を含んでいる。口の上で異なる長さで垂れ下がっている鼻口部の上側の側面にある皮膚の緩んだ部分をフルーズ (Flews) と呼ぶ。
鼻口部は脳神経の12対のうちの1つによって神経支配を受けており、これら神経は脳内から始まり、頭蓋骨を経由してそれぞれの器官とつながっている。他の脳神経の目的地は、眼球や歯・舌などである。
犬の鼻口部の形状は、ラフ・コリーのように非常に長くて薄いものや、非常に平らに近く突出していないものなど、品種に応じた形となっている。多くのそり用の犬やスピッツなどのいくつかの品種は祖先とされる狼のものと大きさや形が似ているが、多くの猟犬はそれよりも多少縮んでいる範囲の大きさである。